# SACM MGO系列柴油机
SACM MGO系列柴油机（法語：Moteurs diesel MGO SACM）是一个由阿尔萨斯机械制造公司（SACM）制造的四冲程高速柴油机产品系列。该系列柴油机采用175毫米缸径和180毫米冲程，提供L6、V8、V12、V16等不同功率等级的型号，输出功率范围涵盖300马力（220千瓦）至1,600马力（1,178千瓦），并可选用BBC、纳皮尔、希斯巴诺-苏莎或霍尔塞特品牌的涡轮增压器，既可作为柴油机车或柴油动车组的动力装置，亦可用于船舰推进动力、固定发电装置、石油钻井动力等方面。该系列柴油机为后来面世的SACM AGO系列柴油机奠定了基础。
第二次世界大战后，随着各国铁路牵引动力内燃化的潮流，法国国家铁路公司（SNCF）于1948年决定终止订购蒸汽机车。与此同时，为了满足法国铁路对于内燃牵引动力的需求，在乔治·弗雷德里克·格罗斯汉斯（Georges Frederic Grosshans）和雅克·加斯帕德·奥尼尔（Jacques Gaspard Oilier）的领导下，石油设备和研究公司（Société de matériel et de recherche pétrolière，MAREP）开展了新一代柴油机的研发计划。1949年，该公司完成了MGO V12柴油机样机的技术设计，气缸内径为168毫米，活塞行程为180毫米，标定转速为每分钟1500转，额定功率为750马力。MGO柴油机便是以石油设备和研究公司、格罗斯汉斯和奥尼尔的首字母缩写（MAREP-Grosshans-et-Ollier）来命名。1951年，第一批MGO V12柴油机的原型机在絮热机械制造公司（Société Surgèrienne de Constructions Mécaniques，SSCM）试制，并在试验台上完成了各项性能试验。
1952年，以前从未有柴油机制造经验的阿尔萨斯机械制造公司，从石油设备和研究公司争取到MGO V12型柴油机的技术授权，在石油设备和研究公司的协助下开始批量生产MGO柴油机。1953年，阿尔萨斯机械制造公司对MGO V12型柴油机的原设计作出修改，气缸内径增大到175毫米，活塞行程仍为180毫米，采用涡轮增压和增压空气中间冷却，额定功率提升至850马力。此后，阿尔萨斯机械制造公司持续对MGO柴油机作出改进，包括应用活塞冷却油道和加强连杆结构，使其能够承受更大的燃烧压力，提高柴油机的平均有效压力和功率水平。1956年，MGO柴油机的单缸功率由70马力提升至77马力，MGO V12型柴油机的功率达到了930马力。1959年，1400马力的MGO V16 BSHR型柴油机面世，随后被装用于法国国铁BB 66000型柴油机车。阿尔萨斯机械制造公司总共制造了7,000多台该系列柴油机，其优异的可靠性和使用寿命使其赢得了用户的普遍赞誉。

## 参看
- SACM AGO系列柴油机